# Municipio de Oak Grove (Indiana)
El municipio de Oak Grove (en inglés: Oak Grove Township) es un municipio ubicado en el condado de Benton en el estado estadounidense de Indiana. En el año 2010 tenía una población de 1581 habitantes y una densidad poblacional de 17,18 personas por km².

## Geografía
El municipio de Oak Grove se encuentra ubicado en las coordenadas 40°31′36″N 87°16′29″O / 40.52667, -87.27472. Según la Oficina del Censo de los Estados Unidos, el municipio tiene una superficie total de 92.02 km², de la cual 91,96 km² corresponden a tierra firme y (0,07 %) 0,06 km² es agua.

## Demografía
Según el censo de 2010, había 1581 personas residiendo en el municipio de Oak Grove. La densidad de población era de 17,18 hab./km². De los 1581 habitantes, el municipio de Oak Grove estaba compuesto por el 98,17 % blancos, el 0,06 % eran afroamericanos, el 0,38 % eran amerindios, el 0,06 % eran asiáticos, el 0,51 % eran de otras razas y el 0,82 % eran de una mezcla de razas. Del total de la población el 1,27 % eran hispanos o latinos de cualquier raza.